# Animal (2014)
Animal ist ein US-amerikanischer Tierhorrorfilm aus dem Jahr 2014 von Brett Simmons.

## Handlung
Die beiden Ehepaare Carl und Vicky sowie Douglas und Barbara werden von einem mysteriösen Tier durch einen Wald gejagt. Dabei fällt Barbara dem Tier zum Opfer. Etwas später findet eine Gruppe aus fünf College-Studenten bestehend aus Alissa, ihrem Freund Matt, ihrem Stiefbruder Jeff, dessen Freundin Mandy und seinem Kumpel Sean, den Weg in den Wald. Jeff bringt die anderen dazu, einen Wasserfall zu suchen, zu dem er und Alissa als Kinder oft gegangen sind. Die Suche gestaltet sich schwieriger als gedacht und schon bald setzt die Dämmerung ein. Sie entscheiden, zurück zum Auto zu gehen. Auf dem Rückweg entdecken sie die Überreste von Barbaras Körper und treffen auf dasselbe Monster, das sie getötet hat. Es verfolgt sie in Richtung einer Hütte und tötet Jeff.
Als sie in der Hütte ankommen, wird Mandy vom Tier angegriffen. Die anderen können ihr allerdings helfen und so erleidet sie nur eine Wunde. In der Hütte finden sie Carl, Vicky und Douglas, die die Fenster und Wände mit Brettern verstärkt haben, um sich vor der Kreatur zu schützen. Während Carl und Vicky auf eine baldige Rettung hoffen, reagiert Douglas verbittert und zynisch. Die Kreatur unternimmt einen erneuten Versuch, in die Hütte zu gelangen, kann aber erfolgreich abgewehrt werden. Matt meldet sich freiwillig, mit einem Walkie-Talkie in der Hand zum Auto zu rennen, während Carl und Sean nach der Kreatur Ausschau halten und Matt über deren Position informieren. Allerdings misslingt der Plan, und Matt wird von der Kreatur gestellt und attackiert. Sein Todesschrei ist über das Walkie-Talkie zu hören. In Panik versetzt versucht Douglas, den Eingang mit Brettern zu vernageln und ist bereit, Sean und Carl, die sich noch außerhalb der Hütte befinden, ihrem Schicksal zu überlassen. Die Mädchen können ihnen schließlich zur Flucht in die Hütte verhelfen. Die Gruppe traut Douglas nicht mehr und fesselt ihn an die Treppe.
Mandy verrät Alissa, dass sie schwanger ist, während Sean Mandy gesteht, dass er und Jeff eine Affäre hatten. Die Gruppe entdeckt den schwerverletzten Matt zusammen mit dem Tier im Keller. Sie bringen Matt nach oben, allerdings lässt Carl dabei sein Leben. Douglas schlägt der Gruppe vor, das Tier Matt als Köder fressen zu lassen, damit sie entkommen können. Die Gruppe weigert sich und beschließt, das Tier im Haus einzusperren und dieses dann niederzubrennen. Als sie Douglas jedoch losbinden, damit er ihnen hilft, erschlägt dieser Matt und bezeichnet die anderen als schwach. Er ist dem Wahnsinn nun endgültig erlegen. Das Tier bricht ins Erdgeschoss durch und tötet Douglas. Während es seinen Körper frisst, verteilen die anderen Kerosin im ganzen Haus. Alissa lockt das Tier in die Falle. Sie entfacht das Feuer und das Monster verbrennt.
Doch plötzlich taucht ein zweites Tier im Keller auf und tötet Sean und Vicky. Mandy und Alissa fliehen in den Wald. Alissa wird getötet, aber Mandy kann das Auto erreichen. Das zweite Tier greift sie an, aber Mandy kann es töten, indem sie seinen Kopf mit dem Auto überfährt. Sie entkommt und fährt schluchzend davon. Die letzte Szene zeigt ein drittes Tier, das an der Leiche des zweiten Tieres schnüffelt und aggressiv grunzt, als es realisiert, dass es tot ist. Dann stößt das Tier einen Ruf aus, um sein Rudel zu informieren.

## Hintergrund
Gedreht wurde in der Stadt Manchester im US-Bundesstaat Connecticut. Die Außenaufnahmen entstanden im Wald bei Hartford.

## Rezeption
„Gänzlich einfallslos seine zahllosen Vorbilder imitierender Horrorfilm, der keinerlei Ambition erkennen lässt, die über die repetitiven Attacken hinausgeht. Auch die Figuren bleiben substanzlos und wecken keine Anteilnahme.“

„In den Wäldern nicht viel Neues.“

Cinema pendelt bei der Beurteilung des Films zwischen solide und schnörkellos und leicht einfallslos. Final wird gelobt, dass der Film einigermaßen realistisch zeige, wie sich Menschen in Extremsituationen verhalten.
In englischsprachigen Medien erzeugte der Film ein polarisiertes Echo. Basierend auf der Auswertung von acht Kritiken weist Rotten Tomatoes eine Positivquote von 50 Prozent aus.